# Glozel

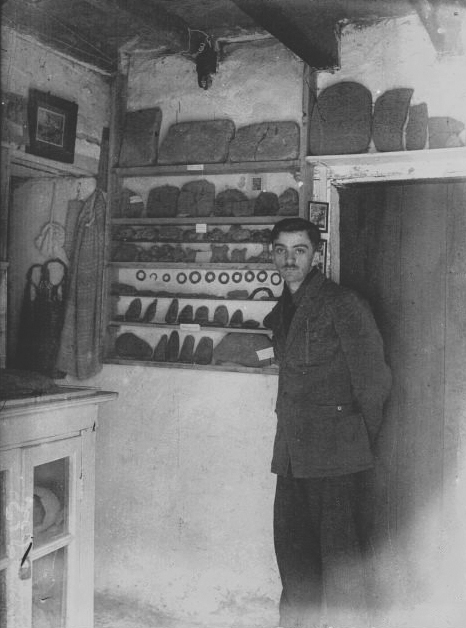
Émile Fradin na tle znalezionych przez siebie zabytków

Glozel – niewielka osada położona w środkowej Francji, kilkanaście kilometrów na południowy wschód od Vichy. Miejscowość zyskała sobie sławę w latach 20. XX wieku z powodu odkryć rzekomych prehistorycznych artefaktów. Współcześnie sprawa znalezisk z Glozel uważana jest przez większość uczonych za mistyfikację.
Rzekomego odkrycia w Glozel miał dokonać w marcu 1924 roku młody rolnik Émile Fradin (1906-2010). Podczas orki w polu, należąca do Fradina krowa wpadła do dziury w ziemi. Wyciągając zwierzę Fradin stwierdził, iż otwór prowadzi do obszernej podziemnej komory obłożonej kamieniami, w której znajdują się szczątki ludzkie oraz rozmaite przedmioty: naczynia ceramiczne, gliniane tabliczki, cegły i przedmioty wykonane ze szkła. Miejsce zostało początkowo uznane za grobowiec pochodzący z czasów rzymskich. Znaleziskami zainteresował się pochodzący z Vichy lekarz i archeolog amator Antonin Morlet, który po przybyciu na miejsce ogłosił, iż są one wytworem ludności prehistorycznej kultury magdaleńskiej. W ciągu następnych lat Morlet i Fradin ogłosili odkrycie olbrzymiej ilości (ponad 5000) nowych obiektów pozyskanych w trakcie prac wykopaliskowych: urn twarzowych, figurek związanych z kultami płodności, tabliczek z odciskami ludzkich dłoni i inskrypcjami w nieznanym systemie pisma, wyrobów kościanych. Część przedmiotów zawierała wizerunki zwierząt wymarłych na terenie Francji przed końcem epoki lodowcowej, jak reniferów i panter. Opublikowana w 1926 roku relacja Morleta na temat wykopalisk spotkała się z głośnym odzewem w środowisku naukowym, część badaczy zaczęła zarzucać odkrywcom fałszerstwo. Na temat tajemniczego pisma pokrywającego część tabliczek powstało wiele hipotez, sam Morlet uważał je za zapis języka semickiego, świadczący o migracji na północ ludności z fenickich kolonii na wybrzeżu południowej Francji. Dopatrywano się w nim także świadectwa istnienia nieznanej dotąd wysoko rozwiniętej cywilizacji neolitycznej, pisma celtyckiego, bądź tajnego szyfru templariuszy.

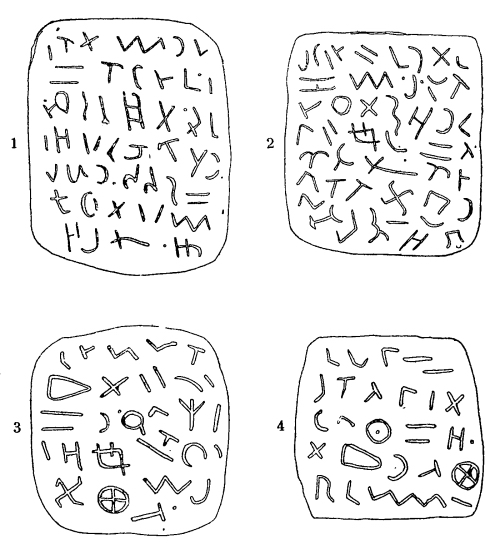
Szkice tabliczek z tajemniczymi inskrypcjami

W listopadzie 1927 roku stanowisko w Glozel odwiedziła komisja oddelegowana przez Międzynarodowy Instytut Antropologii. Po przebadaniu sprawy jej członkowie ogłosili druzgoczący raport, stwierdzając że poza kilkoma krzemiennymi toporami rzekome znaleziska to fałszerstwa, o czym świadczyć miałyby takie fakty jak bardzo dobry stan wykonanych z niewypalanej gliny tabliczek i współczesne barwniki obecne w odnalezionych tkaninach. W kwietniu następnego roku Glozel odwiedziła kolejna komisja, zorganizowana przez popierającego Morleta archeologa Salomona Reinacha. Podczas trzydniowych prac komisja odkryła kolejne artefakty i ogłosiła, że znaleziska są autentyczne. W tym samym roku przeciwko Fradinowi wszczęto śledztwo z oskarżenia o fałszerstwo. W jego domu skonfiskowano kilkadziesiąt przedmiotów, które po przebadaniu w laboratoriach policyjnych uznano za wykonane współcześnie. Nie znaleziono jednak śladów mogących świadczyć o bezpośredniej winie Fradina lub jego rodziny i w 1931 roku śledztwo zostało umorzone. Rok później Fradin wniósł zwycięski pozew o zniesławienie. Do końca swojego długiego życia nie przyznał się do fałszerstwa, twierdząc że odkrył ślady kultury neolitycznej. Prace archeologiczne w Glozel były kontynuowane przez Morleta jeszcze przez kilka lat, ostateczny kres położyło im nowe prawo z 1942 roku, zakazujące prowadzenia wykopalisk na własną rękę.
W latach 70. XX wieku przeprowadzone zostało datowanie termoluminescencyjne ceramiki i radiowęglowe wyrobów kościanych, którego wyniki potwierdziły, iż znaleziska z Glozel nie mają neolitycznego rodowodu, lecz są losowym zbiorem różnych przedmiotów pochodzących z okresu rzymskiego i średniowiecza. Średniowieczną proweniencję większości zabytków potwierdził raport francuskiego ministerstwa kultury z 1995 roku. Odkryta jako pierwsza przez Fradina komora to najprawdopodobniej piec do wypalania ceramiki, przerobiony w XIII wieku na grobowiec. Zabytki pokryte inskrypcjami pozbawione są kontekstu archeologicznego i zdaniem krytyków zawierają bezładne zestawienie znaków z różnych starożytnych systemów pisma. Według jednej z hipotez są to średniowieczne wytwory zapisane pseudo-alfabetem, mające stanowić rodzaj talizmanów dla zmarłego.